# Grand Prix Formule 1 van Groot-Brittannië 1953
De Grand Prix Formule 1 van Groot-Brittannië 1953 werd gehouden op 18 juli op het circuit van Silverstone. Het was de zesde race van het seizoen.

## Uitslag
| Pos. | Nr. | Coureur               | Constructeur          | Rondes | Tijd / Oorzaak uitval | Grid | Punten |
| ---- | --- | --------------------- | --------------------- | ------ | --------------------- | ---- | ------ |
| 1    | 5   | Alberto Ascari        | Ferrari               | 90     | 2:50:00               | 1    | 81⁄2S  |
| 2    | 23  | Juan Manuel Fangio    | Maserati              | 90     | + 1:00                | 4    | 6      |
| 3    | 6   | Nino Farina           | Ferrari               | 88     | + 2 Rondes            | 5    | 4      |
| 4    | 24  | José Froilán González | Maserati              | 88     | + 2 Rondes            | 2    | 31⁄2S  |
| 5    | 8   | Mike Hawthorn         | Ferrari               | 87     | + 3 Rondes            | 3    | 2      |
| 6    | 25  | Felice Bonetto        | Maserati              | 82     | + 8 Rondes            | 16   |        |
| 7    | 10  | Prince Bira           | Connaught-Lea-Francis | 82     | + 8 Rondes            | 19   |        |
| 8    | 16  | Ken Wharton           | Cooper-Bristol        | 80     | + 10 Rondes           | 11   |        |
| 9    | 20  | Peter Whitehead       | Cooper-Alta           | 79     | + 11 Rondes           | 14   |        |
| 10   | 9   | Louis Rosier          | Ferrari               | 78     | + 12 Rondes           | 24   |        |
| NF   | 18  | Jimmy Stewart         | Cooper-Bristol        | 79     | Spin                  | 15   |        |
| NF   | 14  | Tony Rolt             | Connaught-Lea-Francis | 70     | Aandrijving           | 10   |        |
| NF   | 7   | Luigi Villoresi       | Ferrari               | 65     | AS                    | 6    |        |
| NF   | 26  | Onofre Marimon        | Maserati              | 65     | Motor                 | 7    |        |
| NF   | 19  | Alan Brown            | Cooper-Bristol        | 56     | Oververhitting        | 21   |        |
| NF   | 2   | Peter Collins         | HWM-Alta              | 56     | Spin                  | 23   |        |
| NF   | 4   | Jack Fairman          | HWM-Alta              | 54     | Koppeling             | 27   |        |
| NF   | 12  | Roy Salvadori         | Connaught-Lea-Francis | 50     | Wiel                  | 28   |        |
| NF   | 31  | Toulo de Graffenried  | Maserati              | 34     | Koppeling             | 26   |        |
| NF   | 1   | Lance Macklin         | HWM-Alta              | 31     | Koppeling             | 12   |        |
| NF   | 30  | Jean Behra            | Gordini               | 30     | Benzinepomp           | 22   |        |
| NF   | 15  | Ian Stewart           | Connaught-Lea-Francis | 24     | Ontsteking            | 20   |        |
| NF   | 29  | Maurice Trintignant   | Gordini               | 14     | AS                    | 8    |        |
| NF   | 3   | Duncan Hamilton       | HWM-Alta              | 14     | Koppeling             | 17   |        |
| NF   | 28  | Harry Schell          | Gordini               | 5      | Elektrisch probleem   | 9    |        |
| NF   | 11  | Kenneth McAlpine      | Connaught-Lea-Francis | 0      |                       | 13   |        |
| NF   | 22  | Tony Crook            | Cooper-Bristol        | 0      | Benzinesysteem        | 25   |        |

## Noot
- Dit was het debuut voor de Britse coureurs Jimmy Stewart, Ian Stewart en Jack Fairman.
- Dit was de tiende podiumplaats voor Juan Manuel Fangio.
- Dit was de 25ste race voor een Franse coureur.

1926 · 1927 · 1948 · 1949 · 1950 · 1951 · 1952 · 1953 · 1954 · 1955 · 1956 · 1957 · 1958 · 1959 · 1960 · 1961 · 1962 · 1963 · 1964 · 1965 · 1966 · 1967 · 1968 · 1969 · 1970 · 1971 · 1972 · 1973 · 1974 · 1975 · 1976 · 1977 · 1978 · 1979 · 1980 · 1981 · 1982 · 1983 · 1984 · 1985 · 1986 · 1987 · 1988 · 1989 · 1990 · 1991 · 1992 · 1993 · 1994 · 1995 · 1996 · 1997 · 1998 · 1999 · 2000 · 2001 · 2002 · 2003 · 2004 · 2005 · 2006 · 2007 · 2008 · 2009 · 2010 · 2011 · 2012 · 2013 · 2014 · 2015 · 2016 · 2017 · 2018 · 2019 · 2020 · 2021 · 2022 · 2023 · 2024 · 2025 · 2026 · 2027 · 2028 · 2029 · 2030 · 2031 · 2032 · 2033 · 2034